# كيفن كافناغ
كيفن كافناغ هو مسير أعمال كندي، ولد في 27 سبتمبر 1932 في براندون في كندا.